# Понимающая психология
Понима́ющая психоло́гия (нем. Verstehende Psychologie) — идеалистическое направление в немецкой философии и психологии, развившееся в конце XIX — начале XX веков и разработавшее особый метод психологического исследования, который заключается в соотнесении переживаний внутренней, душевной жизни индивида с окружающими его культурно-историческими ценностями.

## История развития
Понимающая психология как направление культурфилософии восходит к философии жизни и неокантианству. Основоположником её является Вильгельм Дильтей, разрабатывавший «описательную психологию» как методологию гегелевских «наук о духе». Впоследствии она была воспринята и поддержана Эдуардом Шпрангером, который и ввёл термин «понимающей психологии».
Это направление оказало влияние на таких психологов как Александр Пфендер и Феликс Крюгер, а также на философов-экзистенциалистов Карла Ясперса, Мартина Хайдеггера, Хосе Ортегу-и-Гассета и формирование «понимающей социологии» Макса Вебера, на герменевтическую философию Ганса Георга Гадамера и Поля Рикёра.

## Основные положения
В. Дильтей полагал, что основной задачей психологии является раскрытие целостной душевной жизни личности, достигаемой с помощью понимания как основного метода. Последнее, в свою очередь, трактуется как внутреннее, интуитивное постижение, тесно связанное с переживанием. В. Дильтей утверждал, что 
природу мы объясняем, а душевную жизнь понимаем
 В основе этой идеи лежало противопоставление «наук о природе» «наукам о духе» и отрицание самой возможности изучить социально-историческую обусловленность психики человека с помощью объективных, в том числе экспериментальных, научных методов. Поэтому, согласно В. Дильтею, должна быть разработана новая, отличная от традиционной «описательная» психология, предметом изучения которой должна стать структура и особенности переживаемой внутренней связи душевной жизни
Исходя из этого им были выдвинуты следующие методологические установки:
1. Психическое развивается из психического, и соответственно, психические процессы могут быть описаны с помощью психических же процессов.
2. Психическое сводится к интуитивному пониманию «модулей действительной жизни»
3. Не следует искать каких-либо объективных причин развития личности, необходимо лишь соотнесение структуры отдельной личности с духовными ценностями и культурой общества.

Требование отказаться от гипотез и ограничиться чистым описанием звучало особенно неубедительно в эпоху, когда эксперимент и измерение резко расширили возможность точной проверки психологических гипотез. Поэтому выступление В. Дильтея против «объяснительной» психологии как науки, якобы игнорирующей самые существенные особенности человеческого сознания, встретило решительные возражения со стороны ряда её представителей, в частности немецкого психолога Германа Эббингауза. Г. Эббингауз заметил, что программа описательной психологии сводится к интуитивному постижению психики, не имеющему объективных критериев и причинных оснований и тем самым неизбежно выпадающему из общей системы научного знания о человеке: 
Ненадежность психологии ни в коем случае не начинается впервые с её объяснений и гипотетических конструкций, но уже с простейших установлений фактов... Самое добросовестное спрашивание внутреннего опыта одному сообщает одно, другому же совершенно другое.
Идеи В. Дильтея полностью реализовались в работах Э. Шпрангера.
Основная характеристика личности, по Э. Шпрангеру, — это ценностная ориентация, посредством которой она познает мир. Опираясь на эту идею, он выделил шесть типов понимания жизни, или жизненных форм:
1. Теоретический человек — тот, для которого высшей формой деятельности, определяющей характер всех его жизненных проявлений, является познание. Все прочие ценности для него вторичны. В сфере мотивации он стремится преодолеть аффекты, старается быть независимым от частных, конкретных целей, если не может включить их во всеобщую систему закономерностей жизни и поведения.
2. Экономический человек — тот, кто во всех жизненных отношениях ориентируется на полезность. Все становится для него средством поддержания жизни, квазиприродной борьбы за существование. Он экономит материю, энергию, пространство и время, чтобы извлечь из них максимум полезного для своих целей. Мотивы его отличаются от мотивов «теоретика» тем, что вместо ценностей логики решающую роль играют ценности полезности.
3. Эстетический человек — тот, кто «все свои впечатления преобразует в выражения». Его специфическая форма мотивации — «воля к форме», выражающаяся в мотивах частного порядка, таких, как самореализация, «построение и оформление самого себя», универсализация эстетического видения, тотализация форм.
4. Социальный человек — тот, организующим принципом жизни которого является любовь в религиозном смысле этого слова.
5. Властный человек — тот, который может существовать в любой из ценностных сфер. Это тот, кто хочет и может внушать другим людям собственную ценностную установку как мотив деятельности. В самом общем виде мотивация властного человека — это стремление преобладать над другими. Все прочие мотивации вспомогательны. Эстетическое, напр., для него — лишь звено в цепи средств для достижения целей власти. Но если властным человеком начинает двигать не столько рациональный расчет и знание обстоятельств, сколько безграничная фантазия, выливающаяся в гигантские проекты оформления и переоформления мирового целого, то он стоит на границе между человеком властным и человеком эстетическим. Таковы были многие из величайших завоевателей в мировой истории.
6. Религиозный человек — тот, чья целостная духовная структура постоянно ориентирована на обнаружение высшего и приносящего бесконечное и абсолютное удовлетворение ценностного переживания.